# تانگ ژیااووی
تانگ ژیااووی (انگلیسی: Tang Xiaowei؛ زاده ۱ اکتبر ۱۹۳۱) یک فیزیک‌دان اهل چین است.